# Hyphalus kuscheli
Hyphalus kuscheli is een keversoort uit de familie dwergpilkevers (Limnichidae). De wetenschappelijke naam van de soort werd in 1977 gepubliceerd door Everard Baldwin Britton.